# 橋本虎之助
橋本 虎之助（はしもと とらのすけ、1883年（明治16年）6月6日 - 1952年（昭和27年）1月26日）は、大日本帝国陸軍の軍人。最終階級は陸軍中将。位階および勲等、功級は正四位・勲一等・功三級。田内三吉は岳父にあたる。

## 経歴
父橋本昌世は京都府士族で、軍人となり陸軍中佐まで進んだ。陸軍士官学校14期卒業（同期には古荘幹郎大将、西尾寿造大将、山田乙三大将、宇佐美興屋中将）。陸軍大学校22期生で卒業時13番。陸大同期に畑俊六元帥（首席）、杉山元元帥、小磯國昭大将らがいる。
陸軍きってのロシア通として知られている。ロシアへ留学したり、第一次世界大戦時にロシア軍に観戦武官として従軍経験もしている。ロシア大使館附武官補佐官、ロシア大使館附武官などを歴任した。
乃木希典とアナトーリイ・ステッセリの水師営の会見において、第3軍司令部の衛兵長であった橋本は先導役を務めた。
満州事変勃発のため奉天に派遣されたが、関東軍参謀の石原莞爾に軽くあしらわれている。橋本らが派遣されている最中に錦州爆撃が行われたことに激怒し、帰国している。その後、帰国した時を同じくして十月事件が起きている。事件の首謀者の一人橋本欣五郎をよく知る存在であり、計画を中止するよう説得にあたっている。
1934年（昭和9年）8月の林銑十郎陸相による定期大異動で陸軍次官に就任する。以降、陸軍士官学校事件、眞崎甚三郎教育総監更迭、相沢事件といった派閥抗争が激化している。1935年（昭和10年）12月の川島義之陸相の定期異動で、近衛師団長に就任している。相沢公判では証人の一人として出廷しているが、近衛師団長の立場から法廷は非公開となっている。
二・二六事件では皇道派に橋本自身はつながりがなかったが、部下の近衛歩兵第3聯隊附中橋基明中尉らが一時、宮城を占拠しようとしたことに責任を感じ、寺内寿一陸相をはじめ周囲の引留めを自ら押し切り、予備役に編入された。
終戦時ソ連に逮捕され、ハルビンで病死した。

## 年譜
- 京都中学を経て、
- 1901年（明治34年）6月 陸軍幼年学校卒業。
- 1902年（明治35年）11月 陸軍士官学校卒業。
- 1903年（明治36年） 陸軍騎兵少尉。騎兵第一聯隊附。
- 1904年（明治37年） 日露戦争に出征。
- 1905年（明治38年） 陸軍騎兵中尉。
- 1906年（明治39年） 陸士生徒隊附。
- 1910年（明治43年）11月 陸軍大学校卒業。
- 1911年（明治44年）
  - 2月 陸軍騎兵大尉。
  - 11月 参謀本部部員。
- 1913年（大正2年） ロシア留学。
- 1914年（大正3年） ロシア軍従軍。
- 1916年（大正5年） ロシア大使館附武官補佐官。
- 1917年（大正6年） 陸軍騎兵少佐。
- 1918年（大正7年） 参謀本部附（ロシア駐在）
- 1919年（大正8年）
  - 参謀本部部員（ロシア班）
  - 2月13日 兼補陸軍騎兵学校教官[1]
- 1922年（大正11年）
  - 2月 陸軍騎兵中佐。
  - 11月 ロシア大使館附武官。
- 1924年（大正13年）
  - 8月 陸軍騎兵大佐。
  - 12月 騎兵第二十五聯隊長。
- 1928年（昭和3年）参謀本部欧米課長。
- 1929年（昭和4年）
  - 8月 東京警備参謀長。
  - 12月 陸軍少将。
- 1931年（昭和6年）
  - 8月 参謀本部第2部長。
  - 9月 満州事変勃発のため同月28日奉天に派遣されるが、派遣目的を果たせず帰国。
- 1932年（昭和7年）
  - 4月 関東軍参謀長。
  - 11月 関東憲兵隊司令官。
- 1933年（昭和8年）
  - 8月 参謀本部総務部長。
  - 12月 陸軍中将
- 1934年（昭和9年）
  - 8月 陸軍次官。
  - 11月 陸軍士官学校事件。
- 1935年（昭和10年）
  - 参謀本部附
  - 近衛師団長
- 1936年（昭和11年）
  - 2月1日 叙従三位[2]
  - 二・二六事件後、予備役編入。
- 1937年（昭和12年）
  - 7月 満州国参議
  - 12月 満州国参議府副議長
- 1940年（昭和15年） 満州国祭祀府総裁
- 1945年（昭和20年） 終戦
- 1952年（昭和27年） 死去

## 栄典
勲章等
- 1940年（昭和15年）8月15日 - 紀元二千六百年祝典記念章[3]

外国勲章佩用允許
- 1934年（昭和9年）5月9日 - 満州帝国：勲一位景雲章[4]